# Альстен (Мозель)
Альсте́н (фр. Alsting) — коммуна на северо-востоке Франции в регионе Гранд-Эст (бывший Эльзас — Шампань — Арденны — Лотарингия), департамент Мозель, округ Форбак — Буле-Мозель, кантон Стирен-Вандель.

## Географическое положение
Альстен расположен в 350 км к востоку от Парижа и в 60 км к востоку от Меца.
Площадь коммуны — 5,73 км², население — 2705 человек (2006) с тенденцией к снижению: 2589 человек (2014), плотность населения — 451,8 чел/км². Ранее входила в состав Лотарингии.

## История
- В 1271—1295 годы эта земля принадлежала аббатству Вадгассена.
- Небольшой хутор Альстен входил в приход вместе с деревнями Гесселинг и Зинзинг.
- После опустошения края в ходе Тридцатилетней войны Альстен значительно вырос и стал основным поселением прихода вместо разрушенного Гесселинга.
- В 1569 году земли были конфискованы графом Саарбрюккена.
- По договору 1766 года вошёл в состав Франции.
- Ранее коммуна входила в состав Лотарингии.

## Население
Численность населения коммуны в 2008 году составляла 2705 человек, в 2011 году — 2638 человек, в 2013 году — 2606 человек, а в 2014-м — 2589 человек.
| 1962 | 1968 | 1975 | 1982 | 1990 | 1999 | 2006 | 2011 | 2014 |
| ---- | ---- | ---- | ---- | ---- | ---- | ---- | ---- | ---- |
| 1734 | 1905 | 2017 | 2209 | 2574 | 2664 | 2705 | 2638 | 2589 |

Динамика населения:

## Экономика
В 2010 году из 1818 человек трудоспособного возраста (от 15 до 64 лет) 1330 были экономически активными, 488 — неактивными (показатель активности 73,2 %, в 1999 году — 64,6 %). Из 1330 активных трудоспособных жителей работали 1202 человека (646 мужчин и 556 женщин), 128 числились безработными (72 мужчины и 56 женщин). Среди 488 трудоспособных неактивных граждан 123 были учениками либо студентами, 155 — пенсионерами, а ещё 210 — были неактивны в силу других причин.

## Достопримечательности (фотогалерея)
- Многочисленные фонтаны и памятные кресты.
- Церковь Сен-Пьер (1881).
- Бывший дом пастора.

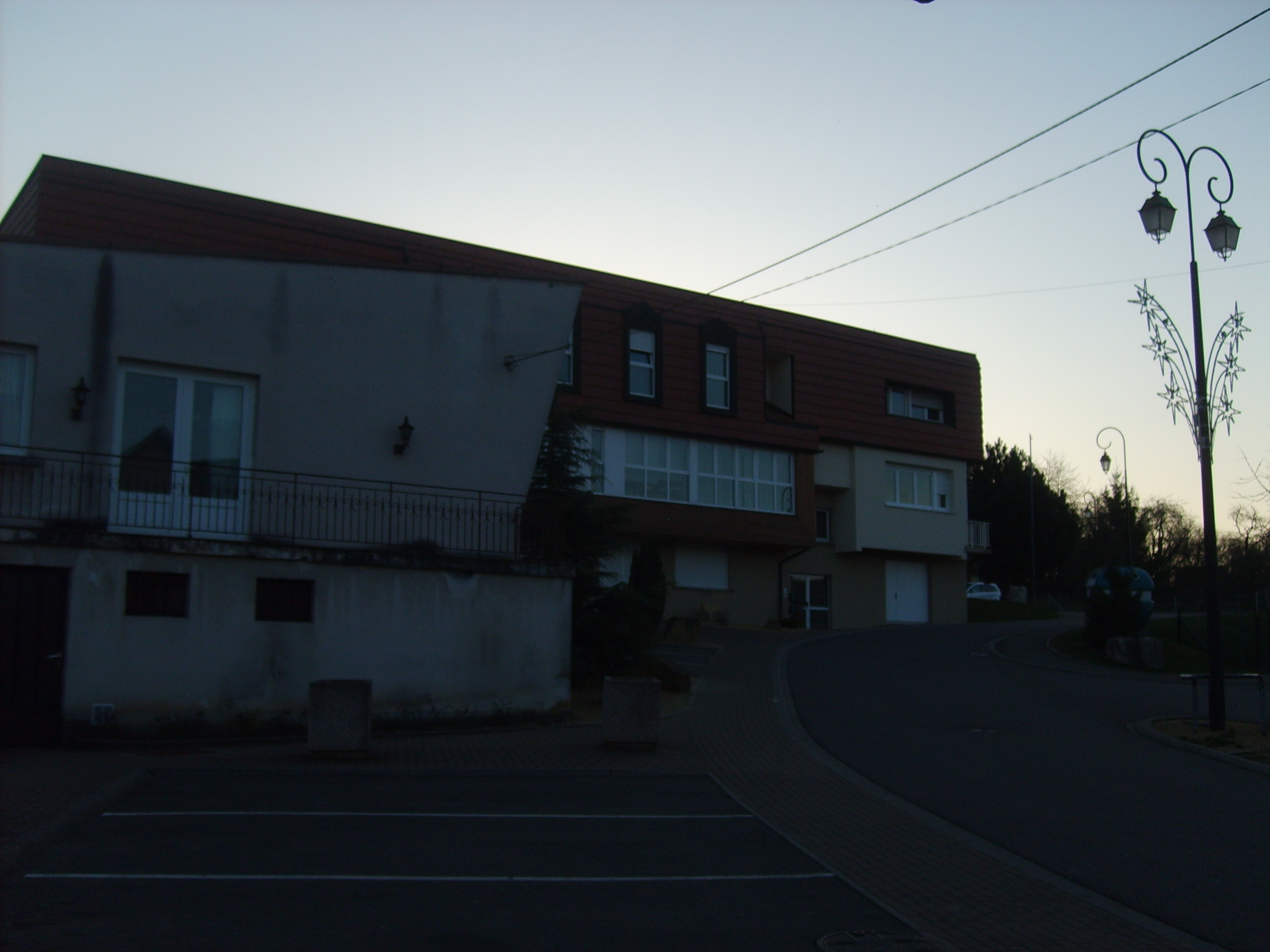
Здание мэрии
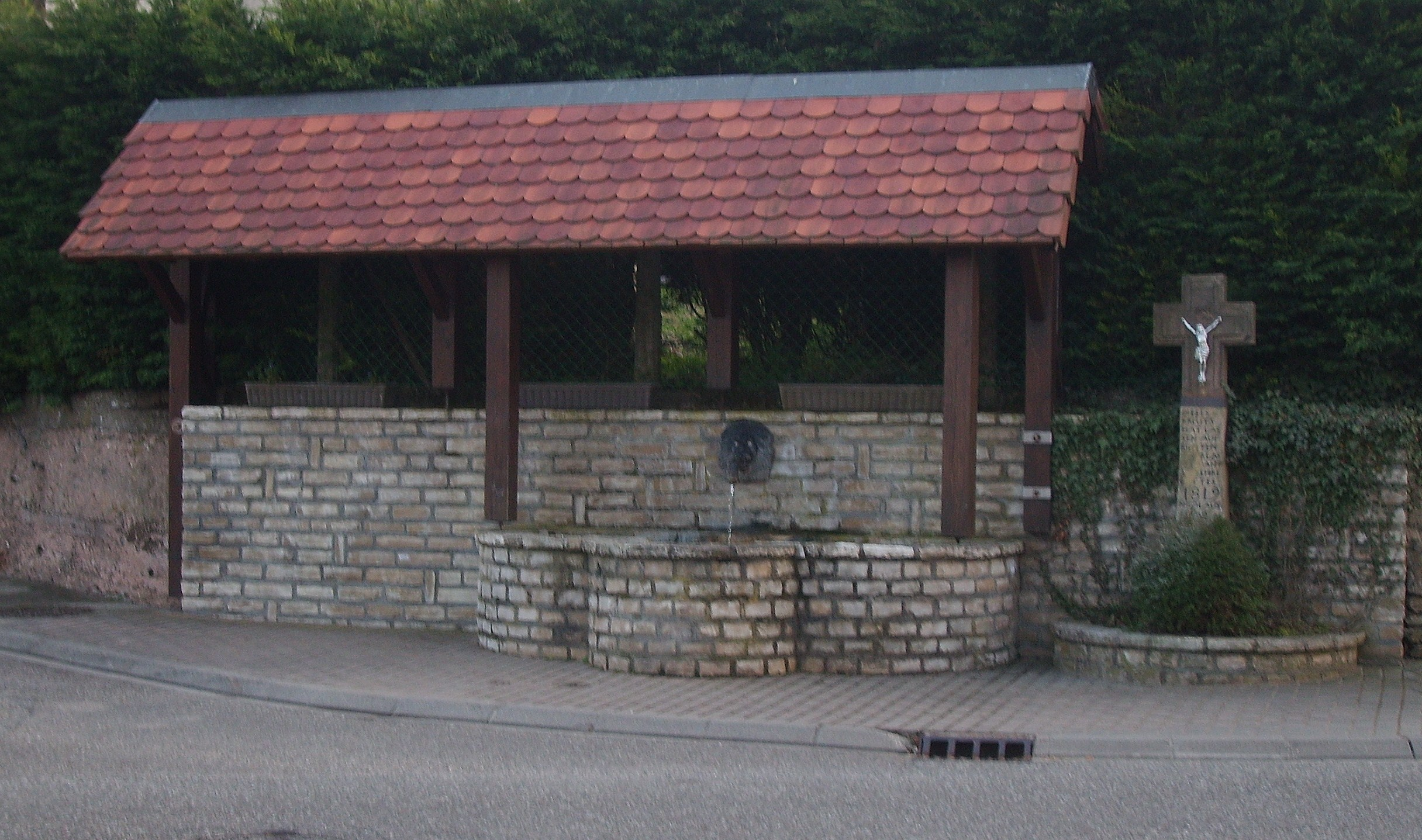
Фонтан и крест вниз по улице Бассейна
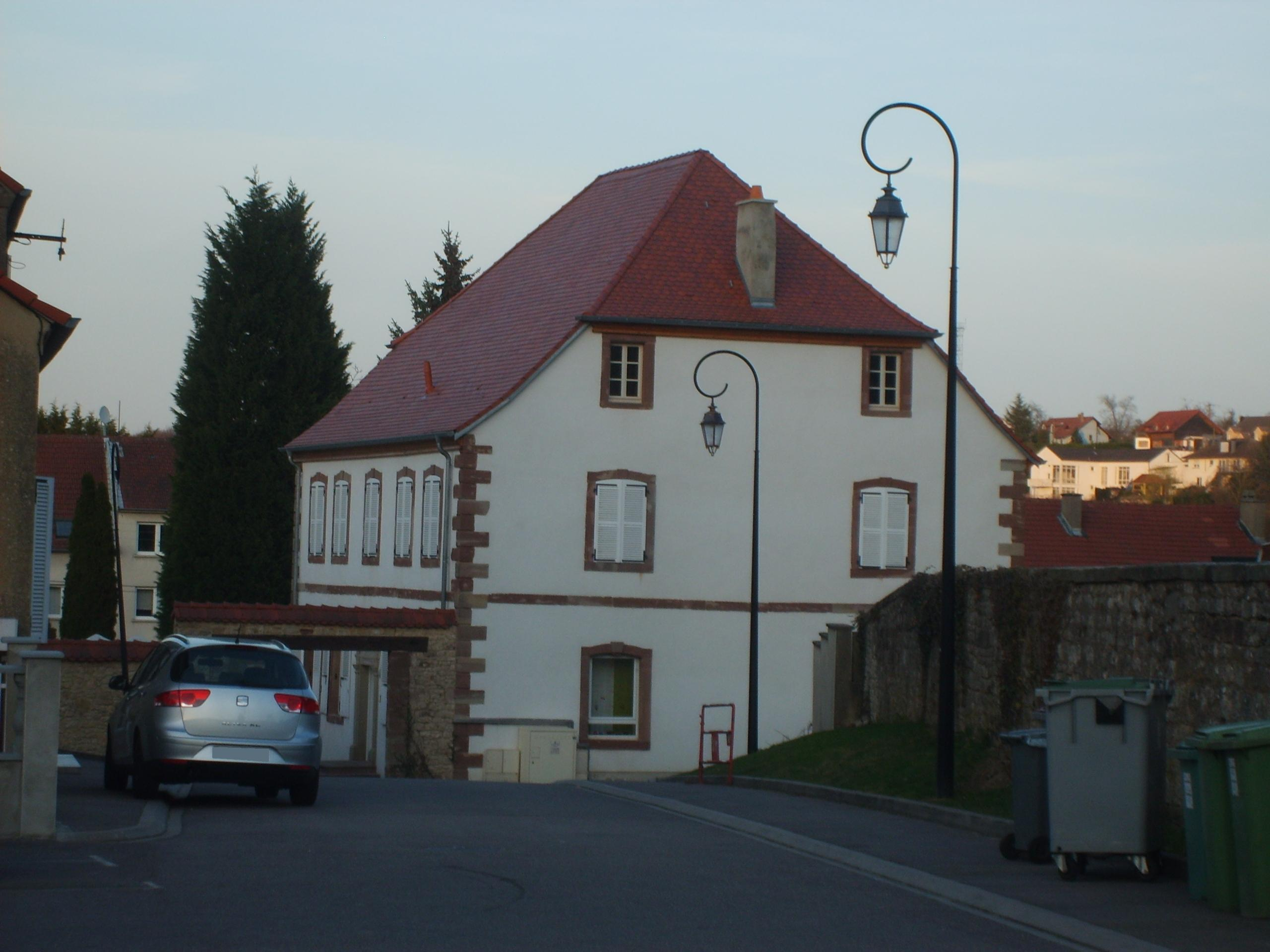
Бывший дом пастора (отремонтирован в 2010-2011 годах)